# Petar Božović
Petar Božović (în sârbă Петар Божовић, n. 22 mai 1946, Zemun, RP Serbia, RSF Iugoslavia) este un actor sârb de film, teatru și de televiziune.
A primit Arena de Aur pentru cel mai bun actor în rol secundar în 1987 pentru Već viđeno.

## Biografie
A studiat limba italiană și a absolvit actoria la Facultatea de Arte Dramatice, la clasa prof. Univ. Predrag Bajčetić.
Pe parcursul carierei sale de câteva decenii a apărut în aproape două sute de filme și seriale TV, în cooperare cu cei mai importanți regizori iugoslavi - Zdravko Velimirovici, Purisima Djordjevic, Dusan Makavejev, Krsto Papic, Lordan Zafranović, Srdjan Karanovic, Goran Paskaljevic, Rajko Grlic, Goran Markovic, Srđan Dragojević, Miroslav Momcilovic, Stevan Filipovic și alții. Cu toate acestea, cele mai impresionante personaje pentru care publicul sârb îl amintește sunt cele din filmele lui Živko Nikolić. A jucat ca Sloba în filmul Lepa sela lepo gore și ca inspectorul Trtović în filmul Boomerang. Petar Božović a mai jucat în numeroase filme, ca de exemplu în Fluturoaica (1973), 'Tajna Nikole Tesle (1980), Frumusețea păcatului (1986) sau Ni po babu ni po stričevima (2010).
De asemenea, a avut roluri notabile în teatru. A jucat pe scenele tuturor teatrelor din Belgrad, iar în perioada 1 septembrie 1984 - 1 februarie 1994 a fost membru al Teatrului Național din Belgrad. După 25 de ani, a revenit în acest teatru cu rolul lui Ahmed în piesa Hasanaginica. Totuși, el este cel mai cunoscut pentru monodramele sale pe care le-a interpretat pe baza unor texte de Matija Bećković (ca de exemplu  „Vom mânca mai mult” și „Când sunt mai tânăr”).
A fost căsătorit cu actrița Marina Koljubajeva.
A câștigat numeroase premii și recunoașteri, printre care Premiul Pavle Vuisić în 2011 pentru contribuția sa remarcabilă în arta cinematografică și două premii Sterija pentru actorie în 1978 și 1999.

## Filmografie
- U raskoraku (1968)
- Fluturoaica (1973)
- Tajna Nikole Tesle (1980)
- Unseen Wonder (1984)
- Frumusețea păcatului (1986)
- Vec vidjeno (1987)
- The Black Bomber (1992)
- Three Summer Days (1997)
- Pogled sa Ajfelovog tornja (2005)
- Made in YU (2006)
- Optimisti (2006)
- Šejtanov ratnik (2006)
- Crni Gruja i kamen mudrosti (2007)
- Wait for Me and I Will Not Come (2009)
- Ni po babu ni po stričevima (2010)
- Little Buddho (2014)

## Legături externe
- Petar Božović la Internet Movie Database